# Alegeri locale în județul Hunedoara, 2020
Alegerile locale din Hunedoara se vor desfasura, duminica 27 septembrie 2020. Atunci se aleg primari, consilieri locali si judeteni si presedintele consiliului judetean.

## Rezultate

### Consiliul Judetean
| candidat             | alianta      | nr. voturi | % |          | partid | nr. voturi | % | mandate |
| -------------------- | ------------ | ---------- | - | -------- | ------ | ---------- | - | ------- |
| Adrian Nicolae David | PNL-USR-PLUS |            |   | PNL      |        |            |   |         |
| Laurentiu Nistor     | PSD          |            |   | USR-PLUS |        |            |   |         |
| Robert Muzsic        | PMP          |            |   | PSD      |        |            |   |         |
| Constantin Montean   | PER          |            |   | Pro Ro   |        |            |   |         |

### Deva
| partid   | nr. voturi | % |  | nr. voturi | % | mandate |
| -------- | ---------- | - |  | ---------- | - | ------- |
| USR-PLUS |            |   |  |            |   |         |
| PNL      |            |   |  |            |   |         |
| PSD      |            |   |  |            |   |         |
| PER      |            |   |  |            |   |         |
| PRO RO   |            |   |  |            |   |         |
| ALDE     |            |   |  |            |   |         |
| AUR      |            |   |  |            |   |         |
| PMP      |            |   |  |            |   |         |
| AUR      |            |   |  |            |   |         |

### Hunedoara
| partid   | alianta      | nr. voturi | % |          | partid | nr. voturi | % | mandate |
| -------- | ------------ | ---------- | - | -------- | ------ | ---------- | - | ------- |
| USR-PLUS | PNL-USR-PLUS |            |   | PNL      |        |            |   |         |
| PSD      |              |            |   | USR-PLUS |        |            |   |         |
| PRO RO   |              |            |   | PSD      |        |            |   |         |
| PMP      |              |            |   | PMP      |        |            |   |         |
| POL      |              |            |   | POL      |        |            |   |         |
| PER      |              |            |   | PMP      |        |            |   |         |
| AUR      |              |            |   |          | AUR    |            |   |         |